# Morva (folyó)
A Morva folyó (csehül és szlovákul: Morava, németül: March) Csehország egyik nagy folyója, amely a Szudétákban ered és a Dévényi-kapunál ömlik a Dunába. 
Partján fekszik Olomouc (Alamóc, Olmütz) városa, amely egykor Morvaország fővárosa volt. A szláv népekhez tartozó morvák a folyóról kapták nevüket.

## Nevének eredete
Neve talán az illír *mor- ('mocsár, mocsaras vízfolyás') és a germán aha ('víz') szavak összetétele, amiből germán neve *Marah(w)a lett, amit azután átvettek a rómaiak, a szlávok és a magyarok is. 
Római neve az 1–4. században Marus volt. 

## Leírása
Hossza 354 km.